# Zeuxine erimae
Zeuxine erimae är en orkidéart som beskrevs av Rudolf Schlechter. Zeuxine erimae ingår i släktet Zeuxine och familjen orkidéer. Inga underarter finns listade i Catalogue of Life.